# 钱迎倩
钱迎倩（1932年—2010年），男，浙江慈溪人，中国植物细胞生物学家，曾任中国科学院植物研究所研究员、博士生导师、所长。